# بيث بيكر
بيث بيكر (بالإنجليزية: Beth Baker)‏ هي قاضية أمريكية، ولدت في 1961 في سبوكين في الولايات المتحدة.